# Kościół Macierzyństwa NMP w Miłobądzu
Kościół Macierzyństwa NMP w Miłobądzu – rzymskokatolicki kościół znajdujący się we wsi Miłobądz, w gminie Tczew w Województwie Pomorskim. Należy do dekanatu tczewskiego diecezji pelplińskiej. 

## Historia
- 1299-1320 – Budowa obecnego kościoła, w miejscu starego, drewnianego, w najstarszej części, dzisiejszego prezbiterium, które było wówczas pierwszym murowanym gotyckim kościołem.

- 1320 – istniała parafia w Miłobądzu.

- II poł. XIV wieku – dobudowano nawę o długości 20 metrów, oraz wieżę z hełmem o wysokości 45 metrów. W tej formie kościół dotrwał do naszych czasów.

- 1643 – większe remonty kościoła – sygnuje je chorągiewka na wieży.

- 1896 – wykonano ceglane ogrodzenie z neogotycką bramą główną.

- 1945 – żołnierze wycofującej się armii niemieckiej, ładunkami wybuchowymi częściowo zburzyli wieżę a następnie przy pomocy fosforu zapalającego zamienili kościół w zgliszcza. Całkowitemu zniszczeniu uległo bogato wyposażone późnorenesansowe wnętrze. Trzy barokowe ołtarze, organy, ambona w kształcie łodzi, stropy i całość konstrukcji dachowych spłonęły.
- 1956 – ukończenie powojennej odbudowy kościoła. Z zawieszonych kiedyś trzech dzwonów na wieży odnaleziono jeden – średni, z 1764 roku z wizerunkiem Matki Bożej.
- 1961 – zmienienie wezwania kościoła na Macierzyństwa Najświętszej Maryi Panny. Przedtem patronką kościoła była święta Małgorzata.[1]

## Wyposażenie
Godne uwagi zabytkowe detale wystroju to: rzeźba Chrystusa nad głównym ołtarzem, Madonna Miłobądzka – XIV wieczna gotycka rzeźba, XVII wieczne obrazy na feretronach, figura świętego Walentego oraz kamienna chrzcielnica.